# Nach dem Bankett

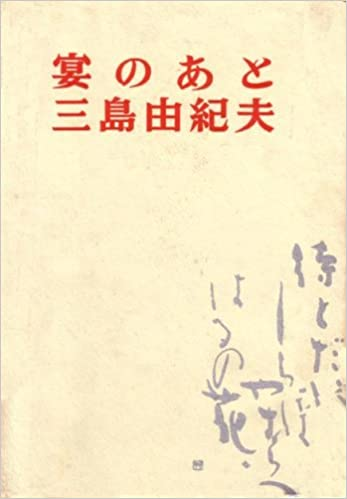
Cover der japanischen Erstausgabe von Nach dem Bankett

Nach dem Bankett (japanisch 宴のあと, Utage no Ato) ist ein am 15. November 1960 veröffentlichter Polit-Roman des japanischen Schriftstellers Yukio Mishima.
Obwohl Mishimas Bücher bereits zum Anfang seiner Karriere tabuisierte Themen karikierten, wurden sie bis dahin nicht wirklich als politisch wahrgenommen. Sein neu gefundenes Interesse an zeitgenössischer Politik bildete aber schließlich den Rahmen für Nach dem Bankett, der die Affäre und spätere Ehe zwischen einem Reformpolitiker und der Eigentümerin eines Restaurants in Ginza zum Gegenstand hat. Trotz allem behandelt der Roman auch altbekannte Themen wie Tod, Altern und Einsamkeit, wenngleich nicht im selben grotesken Ausmaß wie in anderen Werken des Autors.
Inhaltlich folgt die Geschichte der selbstbewussten Frau Kazu, die sich in den pensionierten Politiker Noguchi verliebt. Als dieser für den Posten des Gouverneurs kandidieren soll, nutzt Kazu ihren Hintergrund als Restauranteigentümerin und hilft ihm exzessiv finanziell sowie strategisch beim Planen seiner Kampagne. Als Noguchi aufgrund einer Schmutzkampagne der gegnerischen Partei die Wahl haushoch verliert, erfreut er sich an dem Gedanken, zusammen mit seiner Ehefrau ein ruhigeres Leben anfangen zu können. Diese hat durch den Trubel aber gerade erst Blut geleckt und entscheidet für sich, auch künftig entgegen den Wertevorstellungen ihres Ehemannes „ein aufregendes Leben“ zu führen. Entsetzt von der Rebellion seiner Gattin, reicht Noguchi die Scheidung ein und Kazu eröffnet erfreut ihr altes Restaurant wieder.
Nach dem Bankett ist Mishimas achter Roman und damit Nachfolger seiner experimentellen Introspektion Kyōkos Haus (1959) Nachdem Mishima mit Kyōkos Haus seinen ersten kritischen Misserfolg erlebte und infolgedessen mit psychischen Problemen zu kämpfen hatte, konnte er mit Nach dem Bankett an seinen alten Erfolg nahtlos anschließen und kritisch wie kommerziell gleichermaßen international großen Erfolg verbuchen. The New Yorker bezeichnete das Werk gar als „größtes und tiefgründigstes Schaffen Mishimas in einem ohnehin schon ausgezeichneten Katalog.“ Iain Moloney von The Japan Times bemerkte: „Es ist seltsam, dass gerade ein so harmloses Buch wie Nach dem Bankett solch einen Eindruck hinterlassen kann.“
Neben den Lobpreisungen wurde Nach dem Bankett Thema öffentlichen Interesses, als der japanische Politiker Arita Hachirō Mishima darauf verklagte, intime Informationen aus seinem Privatleben in den Roman eingearbeitet und damit sein Recht auf Privatsphäre verletzt zu haben. Der Rechtsstreit sorgte lokal für hohes Aufsehen und regte eine größere Debatte über die Reichweite der Meinungs- und Kunstfreiheit – ein Thema, das bis dato zwar im Ausland, aber noch nie vor japanischen Gerichten verhandelt wurde. Nach drei Jahren urteilte das Bezirksgericht Tokio zugunsten des Klägers auf eine Entschädigungszahlung in Höhe von 800.000 Yen. In der japanischen Rechtswissenschaft wird das Urteil hitzig diskutiert und ist durch seine Präjudizienwirkung bis heute integraler Bestandteil der juristischen Ausbildung in Japan (sog. „Nach dem Bankett - Urteil“, „Utage no Ato Saiban“).
Die deutsche Übersetzung von Sachiko Yatsushiro erschien 1967 bei Rowohlt, später im Suhrkamp Verlag.

## Handlung

### Hochzeit und Ehe
Protagonistin der Handlung ist Kazu, eine selbstbewusste und erfahrene 50-jährige Eigentümerin des Luxusrestaurants „Setsugoan“. Das Narrativ beginnt, als Kazu den pensionierten Politiker Yuken Noguchi kennenlernt und sich zu ihm hingezogen fühlt.
Obwohl viele von Noguchis Handlungen und Kommentaren ihn für Kazu wie einen alternden Mann wirken lassen, ist sie fasziniert von seinem staatsmännischen Benehmen. Er scheint ihr eine neue Welt voll Intellekt, Ideen und Prinzipien zu eröffnen, die ihrer intuitiven Natur bisher fremd waren. Über die Zeit entwickelt Kazu ein ideelles Bild von Noguchi und betrachtet ihn weniger als sein Selbst und mehr als die würdevolle Aura, die ihn umgibt. Die beiden heiraten und Kazu glaubt ihr Lebensziel erreicht zu haben: Sie ist nun die Frau eines vornehmenden, standhaften Mannes.
Das Eheleben ist jedoch nicht ohne seine Probleme. Insbesondere die Wertevorstellungen der beiden scheinen nicht übereinzustimmen: Während Kazu selbstbewusst und emanzipiert ist, pflegt Noguchi ein konservativeres Frauenbild und erwartet von seiner Ehefrau mehr Rücksicht. Da Kazu stolz von sich behaupten kann, nun Teil einer noblen Familie zu sein, erduldet sie die Distanziertheit ihres Ehemannes.

### Kandidatur
Die Beziehung der beiden ändert sich, als Noguchi das Angebot bekommt, für die Gouverneursrolle in Tokio als Funktionär der sozialliberalen Partei zu kandidieren. Da Kazus Restaurant Stammplatz einiger hochrangiger Mitglieder der konservativen Partei ist, bekam sie über die Jahre etliche Hintergrundeinblicke in die alltäglichen Machenschaften der Politik. Sie fühlt sich sehr selbstbewusst in ihrem politischen Knowhow und bittet Noguchi, an seiner Kampagne teilhaben zu können.
Zusammen mit Soichi Yamazaki, einem Meister der Wahlkampfstrategie, beginnt Kazu ihr Vorhaben, ihren Ehemann ins Amt zu kriegen. Sie wird geradezu vernarrt in die Idee, ihr Wissen über das einfache Volk dazu zu nutzen, dieses zur Wahl ihres distanzierten, intellektuellen Ehemannes zu bewegen. Sie trifft sich heimlich mit Yamazaki, um die Kampagne zu planen: Zum einen druckt sie über fünf Millionen Kalender mit Bildern Noguchis, zum anderen sammelt sie Spenden in ihrem Restaurant zur Kampagnenfinanzierung. Kazu wird langsam überzeugt davon, dass die Wahl ihre gottgegebene Aufgabe ist. Als Noguchi jedoch erfährt, was seine Ehefrau getan hat und sie wutentbrannt schlägt, erfreut diese sich an seinen Ausbrüchen, da diese seine Altherren-Attitüde widerspiegeln würden.

### Niederlage und Scheitern der Ehe
Die Wahlkampagne, die ohnehin durch Kazus Emotionalität und Noguchis Distanziertheit zum Scheitern verurteilt war, gipfelt in dreckigen Tricks der konservativen Partei – darunter ein Pamphlet über Kazus vergangenes, promiskuitives Leben – und endet in einer klaren Niederlage für die sozialliberale Partei. Während Noguchi froh darum ist, dass nun wieder Ruhe in sein Leben eingekehrt ist, beschließt Kazu, auch in Zukunft ein aufregenderes Leben zu leben, anstatt nur vor sich hinzuvegetieren.
Hin- und hergerissen zwischen dem gemütlichen Bildnis, im Noguchi Familientempel begraben zu werden oder ein abenteuerlustiges Leben zu leben, entscheidet sich Kazu für letzteres. Noguchi, der ein solch rebellisches Verhalten intolerabel findet, reicht die Scheidung ein. Kazu ist durch den Schritt ihres Ehemannes jedoch nicht wirklich beeindruckt. Stattdessen nutzt sie ihre neugewonnenen Kontakte zur konservativen Partei, um ihr geliebtes „Setsugoan“ zurückzukaufen.

## Wichtigste Figuren

### Hauptfiguren
- Kazu Fukuzawa – die 50-jährige Eigentümerin des „Setsugoan“-Luxusrestaurants in Tokio. Kazu wurde in Nordjapan geboren und hat „schneeweiße Haut“ mit „strahlenden Augen“, durch die sie sich „nicht alt fühlt.“ Sie lebt abgelegen von dem lauten Nachtleben Tokios auf einem hochgelegenen Berg nahe der Stadt. Sie hat ein „beeindruckendes Auge für Ästhetik“ und achtet sowohl in ihrem Garten als auch dem Restaurant genau darauf, dass jedes Detail ansprechend wirkt. Sie hatte in der Vergangenheit mehrere kurzzeitige Beziehungen geführt, die jedoch durch ihre selbstbewusste und emanzipierte Natur nicht lange gehalten haben. Gleichzeitig scheint dieser Fakt sie nicht zu stören, da sie sich auch an den kleinen Dingen im Leben, wie einem schönen Sommerwetter, erfreuen kann. Wegen ihrer dauerpositiven Natur ist sie von den Menschen, mit denen sie interagiert, gerne gesehen.
Ihr harmonisches Leben wird auf den Kopf gestellt, als sie Noguchi heiratet. Auch wenn sie zum Teil so sehr in die politischen Standpunkte ihres Ehemannes vertieft ist, dass sie sie sich als Individuum völlig vergisst, wird sie im Verlaufe der Kampagne immer mehr zu einer Schauspielerin, die ungefiltert die Programmatik der sozialliberalen Partei predigt, ohne selbst davon überzeugt zu sein. Am Ende beschließt sie jedoch, nicht nach den Regeln der Politik, der Gesellschaft oder ihres Ehemannes zu spielen, und kehrt zu den Quellen ihrer einstigen Freude zurück: ihrem Garten und ihrem Restaurant.
- Yuken Noguchi – ein ehemaliger Außenminister und Berater der sozialliberalen Partei. Er kleidet sich gerne im englischen Stil und hat dünnes, silbernes Haar. Seine Ex-Frau Sadako Noguchi verlässt er, um seine Geliebte Kazu zu heiraten. Obwohl diese eine friedliche Natur hat, scheint er in gänzlicher Unausgewogenheit mit sich, der Gesellschaft und der Natur zu stehen. Er versteckt seine inneren Unruhen hinter einem „dubiosen Lachen“, „wortkargen Gesprächen“, „oberflächlichen Bemerkungen“, einem „reservierten Benehmen“, „mürrischen Reaktionen“ und „ausdruckslosen Augen.“
Durch seine rechtschaffene Natur misslingt es ihm, die Essenz der Dinge zu verstehen. Noguchi wird als „einfallsreich“ und „kalkulierend“ beschrieben. Er glaubt, er müsse seine Partei rational organisieren und den Parteigenossen die Vor- und Nachteile der Kampagne glaubhaft machen. Sein ewiger Wunsch, jung zu bleiben, steht im Gegensatz zu seinem alten Haus, seinem Klamottenstil und dem Kamm, den er seit 30 Jahren besitzt.

### Nebenfiguren
- Soichi Yamazaki – Noguchis Wahlberater und Vertrauter der sozialliberalen Partei. Nach einem politischen Abstecher bei der kommunistischen Partei wechselte er in seinen 30er Jahren zu den Sozialliberalen und freundete sich dort gut mit deren Vorsitzenden Kakushinto an. Er ist besonders bemüht darum, eine freundschaftliche und ehrliche Beziehung zu Noguchi und Kazu aufrechtzuerhalten. Dementsprechend sind seine Versprechen, Kazu jederzeit beiseite zu stehen, auch authentisch.
- Genki Nagayama – ein alter Politiker in seinen 70ern und Graue Eminenz der konservativen Partei. Er versucht, das politische Geschäft durch Drohungen und Verführungen zu steuern, und versucht auch, Kazu zu verführen, um dadurch die politische Kampagne der Sozialliberalen zu sabotieren. Diese arbeitet auch kurze Zeit mit ihm zusammen, wird von ihm aber verraten.
- Totsuka – ein abgemagerter, älterer Herr mit Kurzhaarschnitt und Propagandeur der konservativen Partei. Er ist seit mehreren Jahrzehnten schon für seine Partei tätig und empfindet die politischen Forderungen seiner Gegner als „verantwortungsvoll“ und „gefährlich“. Folglich fühlt er sich legitimiert, die Wahrheit zu verfälschen, um damit die Siegeschancen seiner Partei zu erhöhen. Unter seiner Führung verbreitet die Partei ein Pamphlet über Kazu und bezichtigt sie dort der Untreue, um den Wahlsieg der Sozialliberalen zu verhindern.

## Hintergrund

### Inspiration
Das Restaurant „Setsugoan“ (im japanischen „Yukigoan“) ist optisch dem Luxusrestaurant „Hannyaen“ in Shirokanedai, Tokio nachempfunden. Dieses war bekannt dafür, vor allem Politiker konservativerer Parteien zu bewirten. Das Restaurant wurde 2005 geschlossen und das Gebäude abgerissen.
Das Vorbild für Noguchi und Kazu bildeten Arita Hachirō und seine Ex-Frau Unegami Terui, welche 1953 heirateten und sich 1959 nach der Niederlage bei der Gouverneurswahl in Tokio gegen Azuma Ryōtarō scheiden ließen.

### Chronologie der Veröffentlichung
Einzelne Passagen aus Nach dem Bankett wurden in der Januar – Oktober Ausgabe 1960 bei Chūōkōron publiziert. Ursprünglich sollte auch die Vollbuchveröffentlichung bei Chūōkōron erfolgen. Der Geschäftsführer des Verlags, Shimanaka Otorini, kündigte jedoch kurzfristig die Zusammenarbeit mit Mishima, nachdem ihm seitens Arita Hachirō rechtliche Schritte angedroht wurden. Stattdessen erschien die Hardcover-Variante am 15. November 1960 bei Shinchosha.

## Nach dem Bankett-Gerichtsverfahren

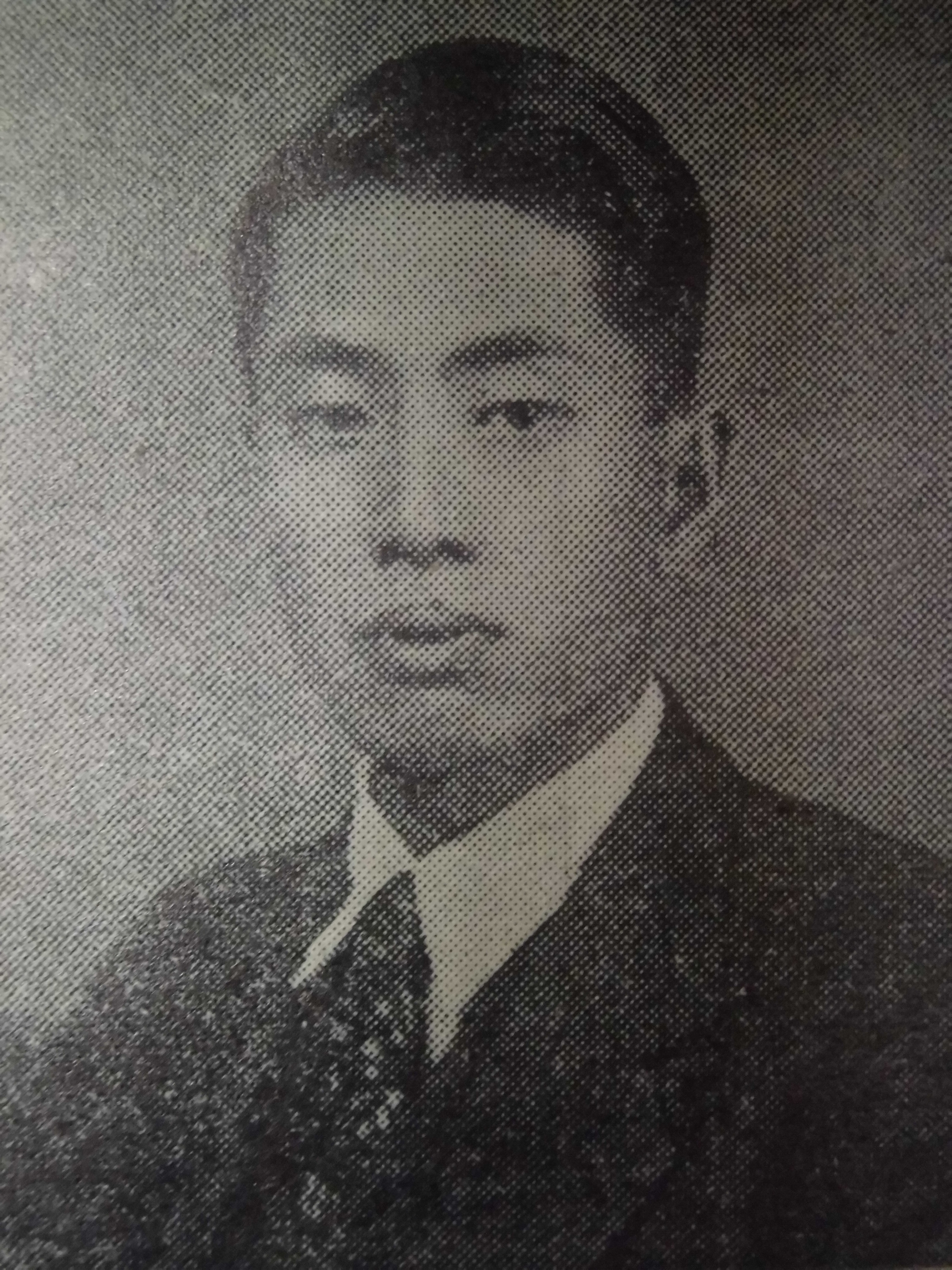
Der vorsitzende Richter Tetsuichi Ishida (hier 1940) entschied zugunsten des Klägers und verurteilte Mishima zu 800.000 Yen Schadensersatzzahlung.

Am 15. März 1961 verklagte Arita Hachirō, ehemaliger Außenminister und Kandidat für die Gouverneursstelle in Tokio, Mishima wegen Verletzung seiner Privatsphäre. In seinen Augen hätte Mishima in Nach dem Bankett sich unerlaubterweise intimer Informationen seines nichtöffentlichen Lebens bedient und diese der breiten Öffentlichkeit zugänglich gemacht. Hachirōs Anwalt Eizaburo Morinaga beantragte in dem Zuge beim Bezirksgericht Tokio eine Schadensersatzzahlung aufgrund von deliktischem Verschulden in Höhe von einer Million Yen und eine öffentliche Entschuldigung.
Im japanischen Rechtsraum war der Nach dem Bankett-Prozess der erste Fall einer Klage wegen Verletzung der Privatsphäre seit der großen Schuldrechtsreform nach deutschem Vorbild im Jahr 1955 und erlangte dementsprechend großes Aufsehen. Die Phrase „Verletzung der Privatsphäre“ wurde in Japan ein Modewort.

### Argumentation des Beklagten
Mishima – seinerseits Jurist – übernahm, wie in einem Zivilprozess möglich, seine eigene Verteidigung und zeigte sich gegenüber seinem Freund Donald Keene auch hinsichtlich seiner Gewinnchancen zuversichtlich.
Wesentliches Argument war die Bedeutung der Kunst- und Meinungsfreiheit im politischen Diskurs, die Universalität der im Roman behandelten Themen und das autoritäre Exempel, das bei Beschneidung der künstlerischen Expression auf juristischer Ebene gesetzt werden würde:

„Im Kern fragt sich der Roman, wie das dreckige Geschäft der Politik als Repräsentation der japanischen Gesellschaft mit der Romantik als universelles Konzept in Einklang zu bringen ist oder ob diese im Fluss der Politik sozusagen erodiert. Es konzentriert sich darauf wie die widersprüchlichen Aspekte von Politik paradoxerweise in der Romantik wiedergefunden werden können. 1956 habe ich das Bühnendrama Rokumeikan veröffentlicht und wollte aus dem Konzept unbedingt einen Roman schöpfen. Zu dem Zeitpunkt fand die Wahl (von Arita Hachirō) statt, die trotz der Hingabe seiner Frau und durch den Widerspruch zwischen Politik und Romantik zu der Scheidung führte. Dies ist eine bekannte Tatsache und konnte überall nachgelesen werden. Das einzige, das ich in dem Zuge getan habe, ist die Materialien zu beschaffen, zu organisieren und so zu verwerten, dass von dem konkreten Leben Hachirōs nicht viel mehr übrig blieb, als die universellen Konzepte von Menschlichkeit und Politik. Die psychoanalytischen Erwägungen des Romans basieren in keiner Weise auf Herr Hachirō und seiner Ex-Frau, das wäre mir aus der Distanz auch gar nicht möglich gewesen.“

Bekannte Unterstützer Mishimas zu der Zeit waren unter anderem Itō Sei, Yasunari Kawabata, Kōbō Abe und Jun Ishikawa. Letztere drei unterzeichneten später, im Februar 1967, mit ihm auch einen Appell, der sich gegen die chinesische Kulturrevolution aussprach, um akademische und artistische Freiheit zu schützen.

### Erstinstanzliche Entscheidung
Der vorsitzende Richter Tetsuichi Ishida entschied nach drei Jahren Rechtsstreites am 28. September 1964 zu Ungunsten Mishimas und verurteilte ihn zu einer Zahlung von Schadensersatz in Höhe von 800.000 Yen. Eine Entschuldigungsanzeige hingegen hielt er für nicht erforderlich. Der Roman habe „die Meinungsfreiheit pervertiert“ und „ohne triftigen Grund in das Privatleben des Klägers eingegriffen.“:

„Auch wenn es von höchster Wichtigkeit ist, einen Roman oder einen Film immer im Lichte seines künstlerischen Wertes zu betrachten, darf dadurch die Integrität der Privatsphäre nicht unterlaufen werden. Die Bedeutung der Privatsphäre und des künstlerischen Ausdrucks stehen nebeneinander und es ist dem Gesetzgeber nicht, möglich pauschal zu bestimmen, dass das eine dem anderen überlegen ist. Eine Statue, die den nackten Körper einer Frau ohne ihre Erlaubnis zeigt, ist zweifelsohne Kunst. Dennoch kann man die Offenlegung der Sensibilitäten und tiefsten Intimitäten der Frau nicht leugnen. Auch Kunst kann also die Privatsphäre verletzen.“

Ishida begründete mit dem Urteil für die japanische Rechtslehre präjudizial wirkende Leitlinien bei Kollisionen zwischen Meinungs- und Kunstfreiheit mit Persönlichkeitsrechten. Als Voraussetzung für die Verletzung von Persönlichkeitsrechten definierte er folgendes:

„Die Redefreiheit, die Meinungsfreiheit, sind nicht absolut. Sie genießen nur dann Vortritt, wenn sie nicht die im Rahmen der Persönlichkeitsfreiheit geschützten Interessen verletzen. Eine Verletzung der Persönlichkeitsrechte liegt vor, wenn:
- 1. es um eine Tatsache geht, die dem persönlichen Leben einer Person entnommen wurde oder als solche wahrgenommen werden darf.
- 2. die Person aufgrund der besonderen Sensibilität der Tatsache ein berechtigtes Interesse daran hat, diese nicht offenzulegen.
- 3. die Tatsache nicht der breiten Öffentlichkeit bekannt ist.
- 4. die Privatperson im Falle einer Offenlegung sich berechtigterweise unwohl fühlen darf.“

### Berufung Mishimas und Ende des Verfahrens

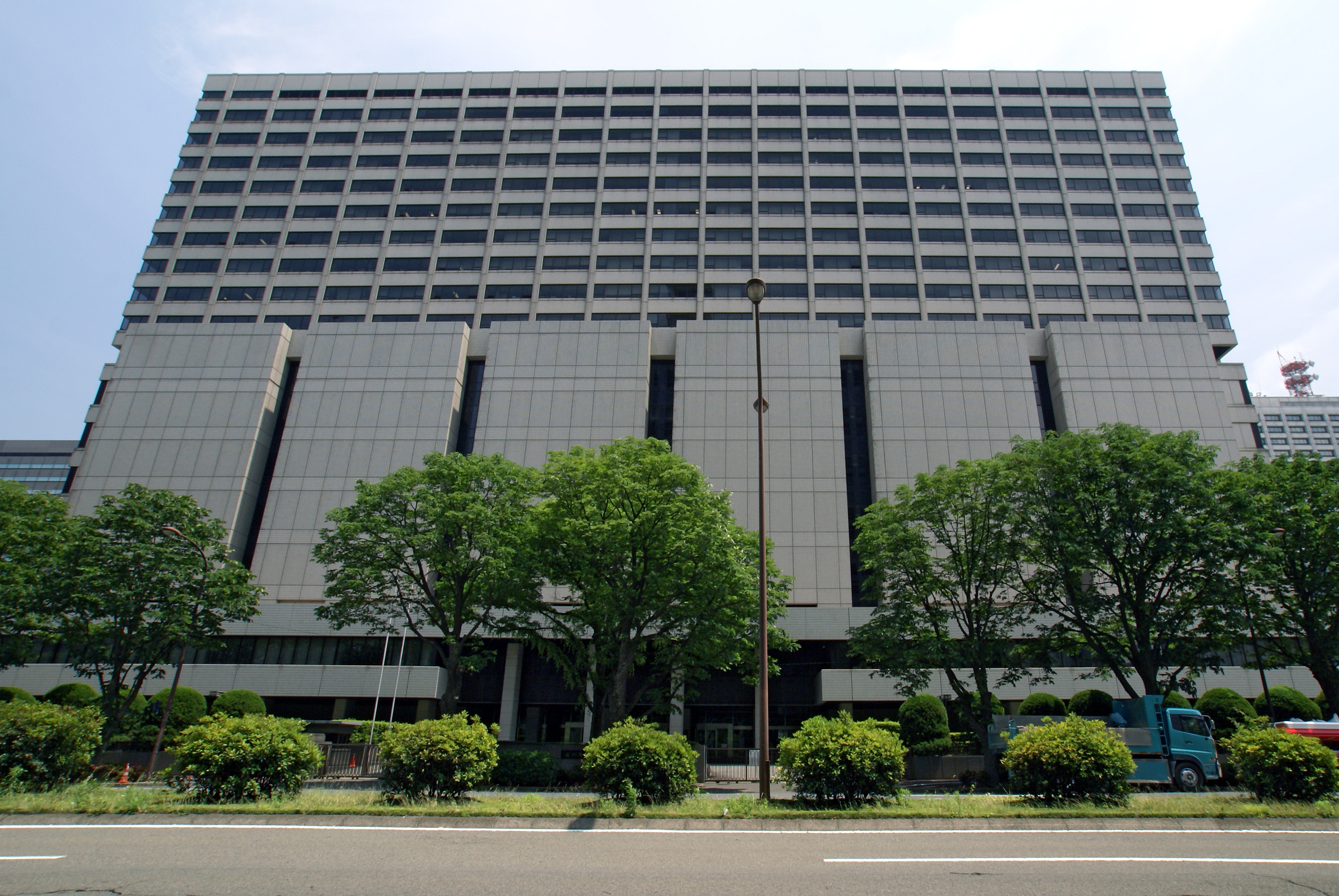
Das Obergericht Tokio, vor dem die Berufungsverhandlung stattfinden sollte.

Mishima zeigte sich empört über das Urteil und befand, es wäre anders ausgegangen, wenn ein Geschworenengericht entschieden hätte. Der vorsitzende Richter habe Hachirō viel zu sehr wie einen „alten, gebrechlichen Mann“ betrachtet und zu wenig seinen „sozialen Status und Ruhm“ als Legitimation seiner öffentlichen Person in die Abwägung mit einbezogen.
Mishima selbst könne das Urteil zwar verkraften, es sei jedoch ein „unangemessener und unglücklicher Präzedenzfall für Japans ersten Persönlichkeitsrechtsprozess“.
Im Oktober desselben Jahres legte Mishima gegen das Urteil Berufung beim Obergericht Tokio ein. Da Hachirō am 4. März 1965 verstarb, verblieb jedoch nur noch die Möglichkeit, gegen dessen Angehörige den Prozess zu führen. Mishima entschied sich dagegen und das Urteil wurde mit ex-tunc-Wirkung rechtskräftig.

## Geplante Adaption
Der renommierte japanische Regisseur Naruse Mikio war von dem Roman so begeistert, dass er Planungen einleitete, ihn zu verfilmen. Für die Hauptrollen wurden Fujiko Yamamoto und Masayuki Mori ausgewählt und auch Mishima erteilte seine Erlaubnis. Aufgrund angedrohter rechtlicher Konsequenzen seitens Hachirōs wurde das Projekt aber nicht realisiert.